# Moshe Arens
Moshe Arens (în ebraică משה ארנס, n. 27 decembrie 1925, Kaunas, Lituania – d. 7 ianuarie 2019, Savyon⁠(d), Districtul Central, Israel) a fost un inginer, diplomat și om politic de centru-dreapta din Israel, de origine lituaniano-americană, unul din fruntașii mișcării Herut și ai partidului Likud, a fost ambasador al țării sale la Washington, apoi a fost ministru al apărării (1983-1984, 1990-1992, 1999) și ministru de externe al Israelului (1988-1990).
Fost conferențiar la  Politehnica (Technion) din Haifa, a devenit în ultimii ani publicist, scriind articole de opinie în ziarul Haaretz, exprimând în general critici la adresa politicii guvernelor succesive ce au urmat guvernelor din care a făcut parte, mai ales în domeniul apărării și al încălcării drepturilor omului.

## Biografie

### În Lituania
Moshe Arens s-a născut la Kaunas, ca fiu al unei familii de evrei. Tatăl său era industriaș, iar mama sa - medic stomatolog. La vârsta de un an, familia s-a mutat la Riga, în Letonia vecină, unde el și-a petrecut restul copilăriei și a urmat școala elementară. În anul 1939, când a avut 14 ani,la scurt timp înainte de anexarea Letoniei de către Uniunea Sovietică, familia a emigrat în Statele Unite, unde tatăl avea interese de afaceri. Familia s-a stabilit la New York, unde Moshe Arens a studiat la Liceul George Washington. În timpul anilor de școală, el a devenit activ în mișcarea sionistă revizionistă de tineret „Betar”. În ultimii ani ai celui de-Al Doilea Război Mondial, Arens a servit ca sergent tehnic în forțele americane de geniu.

### În Israel
După proclamarea Statului Israel, in 1948, ca evreu, a emigrat în noua țară renăscută, confruntată de la bun început cu conflictul armat cu vecinii arabi, și a intrat, în ciuda împotrivirii tatălui său, în rândurile Organizației Militare Naționale, cu profil naționalist evreiesc, cunoscută ca Etzel sau Irgun. A fost trimis în Maroc, Algeria și în Europa pentru a ajuta comunitățile evreiești locale să organizeze auto-apărarea (în Africa de Nord) și plecarea în Israel. Întors în martie 1949 în Israel, Arens a devenit membru fondator al Mișcării Herut, partid politic format de membrii Irgunului, care, în urma alcătuirii armatei israeliene, a fost dizolvat împreună cu toate celelalte organizații paramilitare evreiești. Nefiind primit, din cauza apartenenței sale politice, în industria militară , Arens a început sa lucreze pentru o companie americană care se ocupa cu proiectarea de sisteme de aprovizionare cu apă pentru orașul Tel Aviv. În 1951 s-a întors în Statele Unite, pentru a studia ingineria la Massachusetts Institute of Technology și ingineria aeronautică la Institutul Tehnologic California. Apoi a lucrat un timp in industria aviatică americană până în 1957 când a revenit în Israel. Între 1957-1962 a fost conferențiar la Technion, Politehnica din Haifa. Între anii 1962-1971 a fost director general al Industriei Aviatice israeliene, ocupându-se de mai multe proiecte, între care construirea avionului de luptă „Kfir”.În 1971 i s-a decernat Premiul israelian pentru apărare.